# The Ashes 2019
Il The Ashes 2019 è stata la 71ª edizione del prestigioso The Ashes di cricket. La serie di 5 partite si è disputata in Inghilterra tra il 1º agosto e il 16 settembre 2019, ed ogni partita si è svolta secondo le regole del Test match. I campi su cui si sono disputate le partite sono stati, nell'ordine: Edgbaston (Birmingham), Lord's (Londra), Headingley (Leeds), Old Trafford (Manchester), The Oval (Londra).
La serie di cinque incontri è terminata 2-2 (primo pareggio dall'edizione 1972), pertanto l'Australia ha conservato l'Ashes in quanto detentore del trofeo.
Il torneo è stato il primo evento dell'edizione 2019-2021 della nuova competizione internazionale di Test match, l'ICC World Test Championship.

## Ashes Series

### Test 1: Birmingham, 1°-5 agosto 2019
| 1°-5 agosto 2019 Referto |

| Australia                                                             | v | Inghilterra                                                        |
| 284 (80.4 overs) Steve Smith 144 (219) Stuart Broad 5/86 (22.4 overs) |   | 374 (135.5 overs) Rory Burns 133 (312) Pat Cummins 3/84 (33 overs) |
| 487/7d (112 overs) Steve Smith 142 (207) Ben Stokes 3/85 (22 overs)   |   | 146 (52.3 overs) Chris Woakes 37 (54) Nathan Lyon 6/49 (20 overs)  |

- Australia vince il sorteggio e decide di battere

### Test 2: Lord's, 14-18 agosto 2019
| 14-18 agosto 2019 Referto |

| Inghilterra                                                         | v | Australia                                                                   |
| 258 (77.1 overs) Rory Burns 53 (127) Josh Hazlewood 3/58 (22 overs) |   | 250 (94.3 overs) Steve Smith 92 (161) Stuart Broad 4/65 (27.3 overs)        |
| 258/5d (71 overs) Ben Stokes 115* (165) Pat Cummins 3/35 (17 overs) |   | 154/6 (47.3 overs) Marnus Labuschagne 59 (100) Jofra Archer 3/32 (15 overs) |

- Australia vince il sorteggio e decide di lanciare

### Test 3: Leeds, 22-26 agosto 2019
| 22-26 agosto 2019 Referto |

| Australia                                                                   | v | Inghilterra                                                              |
| 179 (52.1 overs) Marnus Labuschagne 74 (129) Jofra Archer 6/45 (17.1 overs) |   | 67 (27.5 overs) Joe Denly 12 (49) Josh Hazlewood 5/30 (12.5 overs)       |
| 246 (75.2 overs) Marnus Labuschagne 80 (187) Ben Stokes 3/56 (24.2 overs)   |   | 362/9 (125.4 overs) Ben Stokes 135* (219) Josh Hazlewood 4/85 (31 overs) |

- Inghilterra vince il sorteggio e decide di lanciare

### Test 4: Manchester, 4-8 settembre 2019
| 4-8 settembre 2019 Referto |

| Australia                                                             | v | Inghilterra                                                        |
| 497/8d (126 overs) Steve Smith 211 (319) Stuart Broad 3/97 (25 overs) |   | 301 (107 overs) Rory Burns 81 (185) Josh Hazlewood 4/57 (25 overs) |
| 186/6d (42.5 overs) Steve Smith 82 (92) Jofra Archer 3/45 (14 overs)  |   | 197 (91.3 overs) Joe Denly 53 (123) Pat Cummins 4/43 (24 overs)    |

- Australia vince il sorteggio e decide di battere

### Test 5: The Oval, 12-16 settembre 2019
| 12-16 settembre 2019 Referto |

| Inghilterra                                                           | v | Australia                                                            |
| 294 (87.1 overs) Jos Buttler 70 (98) Mitchell Marsh 5/46 (18.2 overs) |   | 225 (68.5 overs) Steve Smith 80 (145) Jofra Archer 6/62 (23.5 overs) |
| 329 (95.3 overs) Joe Denly 94 (206) Nathan Lyon 4/69 (24.3 overs)     |   | 263 (77 overs) Matthew Wade 117 (166) Jack Leach 4/49 (22 overs)     |

- Australia vince il sorteggio e decide di lanciare